# Área metropolitana de Muncie
El Área Estadística Metropolitana de Muncie, IN MSA, como la denomina la Oficina del Censo de los Estados Unidos, es un Área Estadística Metropolitana centrada en la ciudad de homónima, que solo abarca el Delaware en el estado de Indiana, Estados Unidos. Su población según el censo de 2010 es de 117.671 habitantes, convirtiéndola en la 316.º área metropolitana más poblada de los Estados Unidos.

## Ciudades y pueblos del área metropolitana
- Albany
- Daleville
- Eaton
- Gaston
- Muncie (ciudad principal o núcleo)
- Selma
- Yorktown